# Wilkinson Microwave Anisotropy Probe
De Wilkinson Microwave Anisotropy Probe (WMAP) is een satelliet die tot taak heeft de temperatuurfluctuaties van de kosmische achtergrondstraling in kaart te brengen. WMAP is op 30 juni 2001 oorspronkelijk gelanceerd als MAP, maar werd na de dood van de kosmoloog David Todd Wilkinson naar hem vernoemd.
WMAP meet simultaan bij frequenties van 23 GHz, 33 GHz, 41 GHz, 61 GHz, en 94 GHz.
WMAP bereikte op 1 oktober 2001 zijn observatiepositie op Lagrangepunt 2 (L2). Dat punt bevindt zich op 1,5 miljoen kilometer afstand aan de nachtzijde van de aarde. WMAP heeft een veel groter oplossend vermogen dan de eerdere COBE satelliet en kan dus scherpere afbeeldingen maken. De afbeelding hierbij toont het "oudste licht" van het heelal, 379.000 jaar na de oerknal. De kaart toont de zeer geringe temperatuurverschillen in het jonge heelal. Hoe roder, hoe warmer en hoe blauwer hoe koeler. De resolutie van de waarnemingen bedraagt 1 miljoenste graad.
In februari 2003 waren de eerste resultaten beschikbaar in de vorm van uiterst gedetailleerde en nauwkeurige waarnemingen van de achtergrondstraling. De temperatuur van de sindsdien afgekoelde straling werd bepaald op 2,73 kelvin.
Dankzij WMAP kwamen de wetenschappers er verder achter dat de eerste sterren eerder waren ontstaan dan gedacht: 200 miljoen jaar na de oerknal. Ook kon de ouderdom van het heelal nauwkeurig (met een marge van ± 0,5%.) worden vastgesteld op 13,772 miljard jaar. Een ander wetenschappelijk resultaat is de bevestiging van de voorspelling van de inflatietheorie dat het heelal niet gekromd is, maar vlak.
In oktober 2010 kwam er een einde aan deze ruimtemissie, toen de sonde zijn Lagrangepunt verliet en in een baan om de zon terechtkwam.

## Belangrijkste resultaten van de WMAP-missie

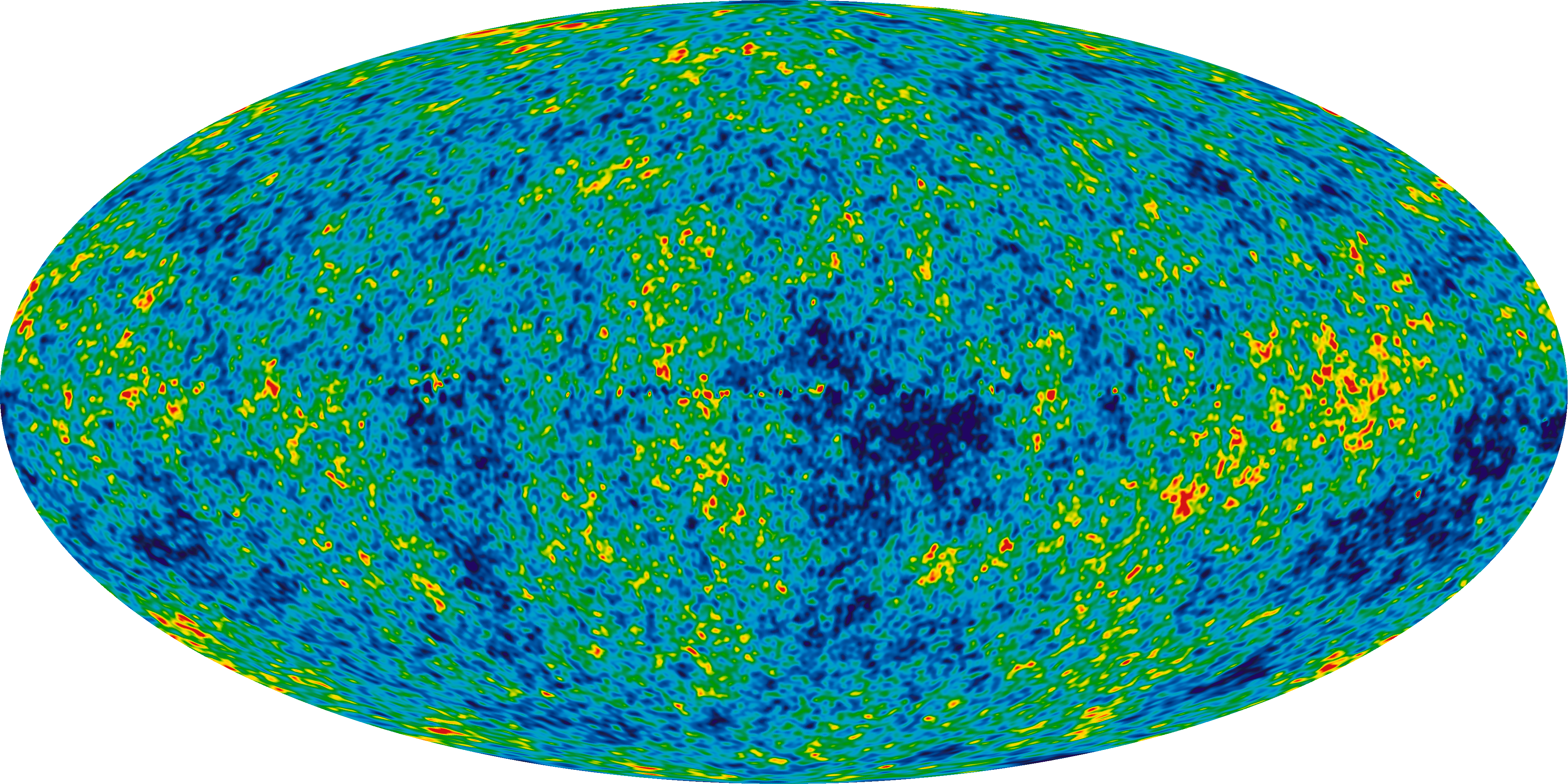
De verdeling van de kosmische achtergrondstraling na 9 jaar meten met WMAP.

Galactische voorgrondstraling
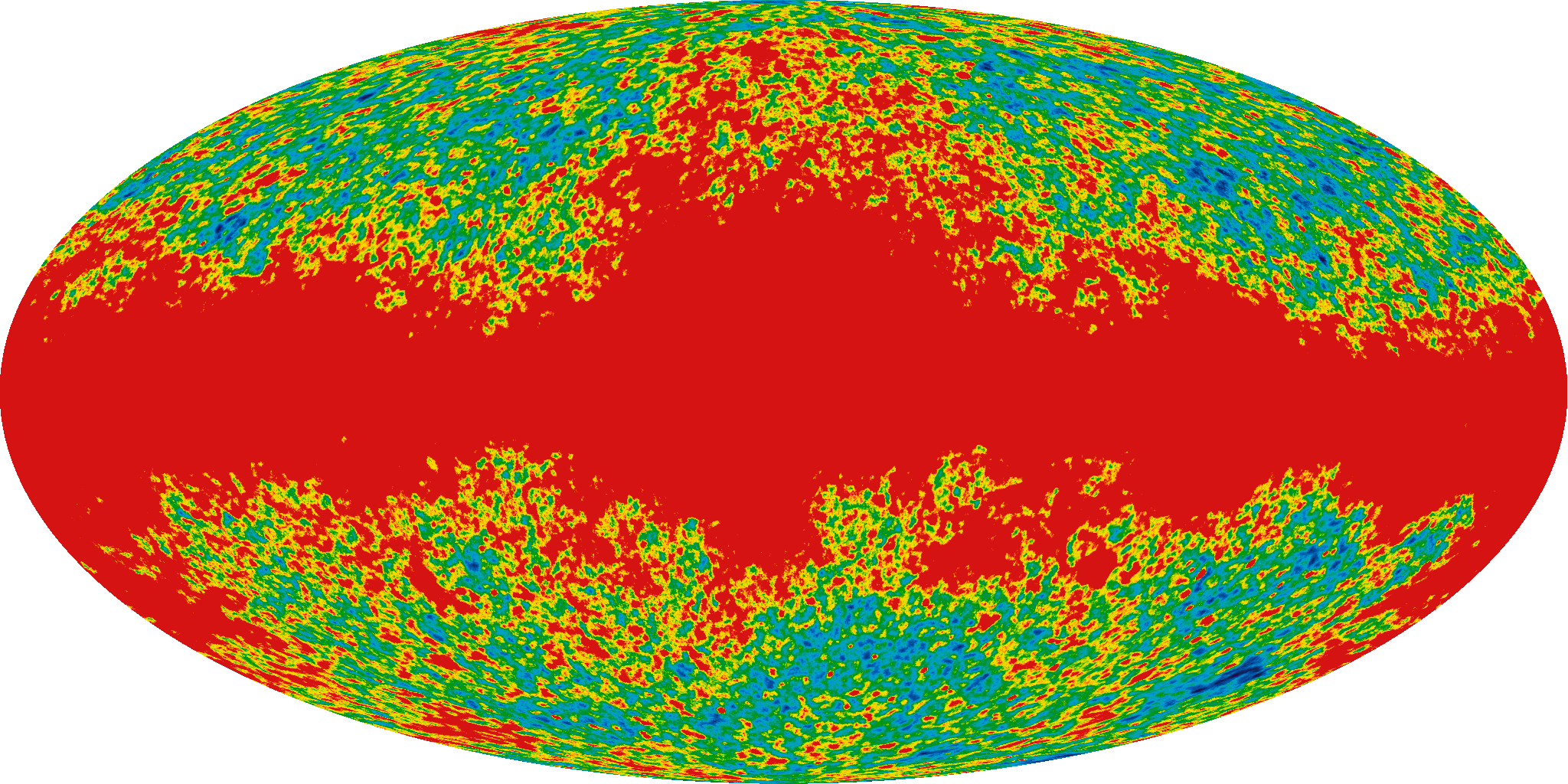
23 GHz
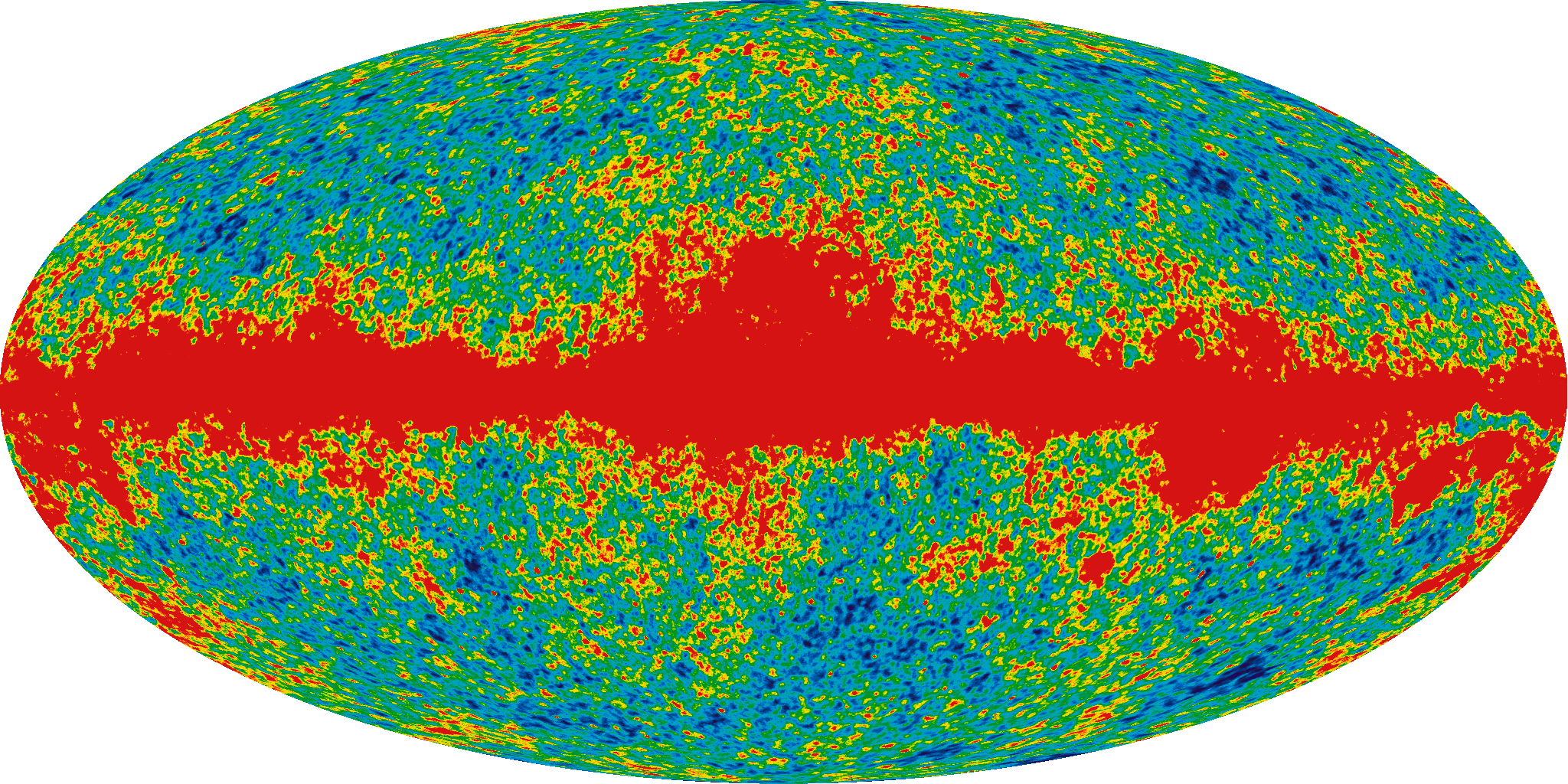
33 GHz
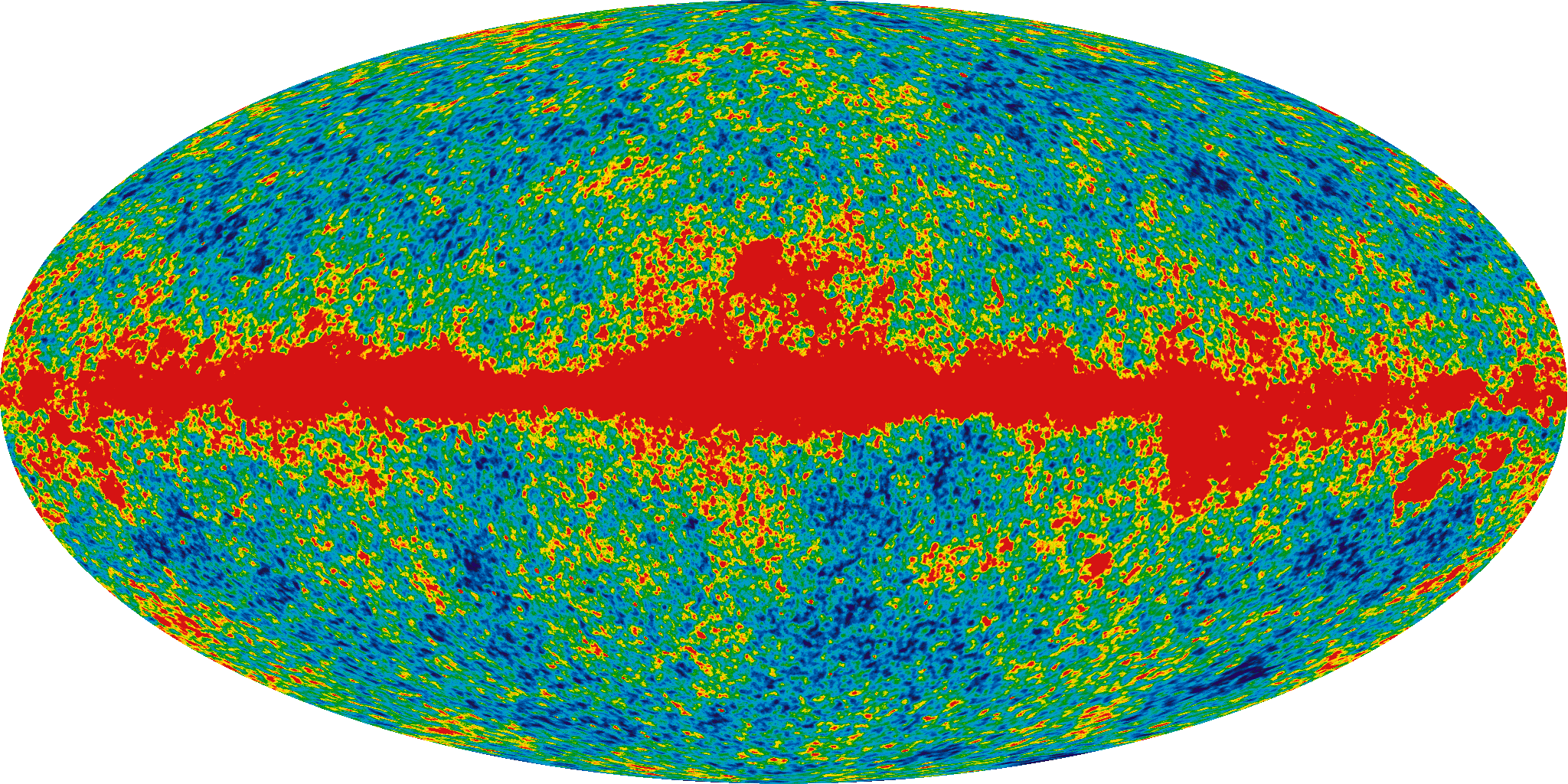
41 GHz
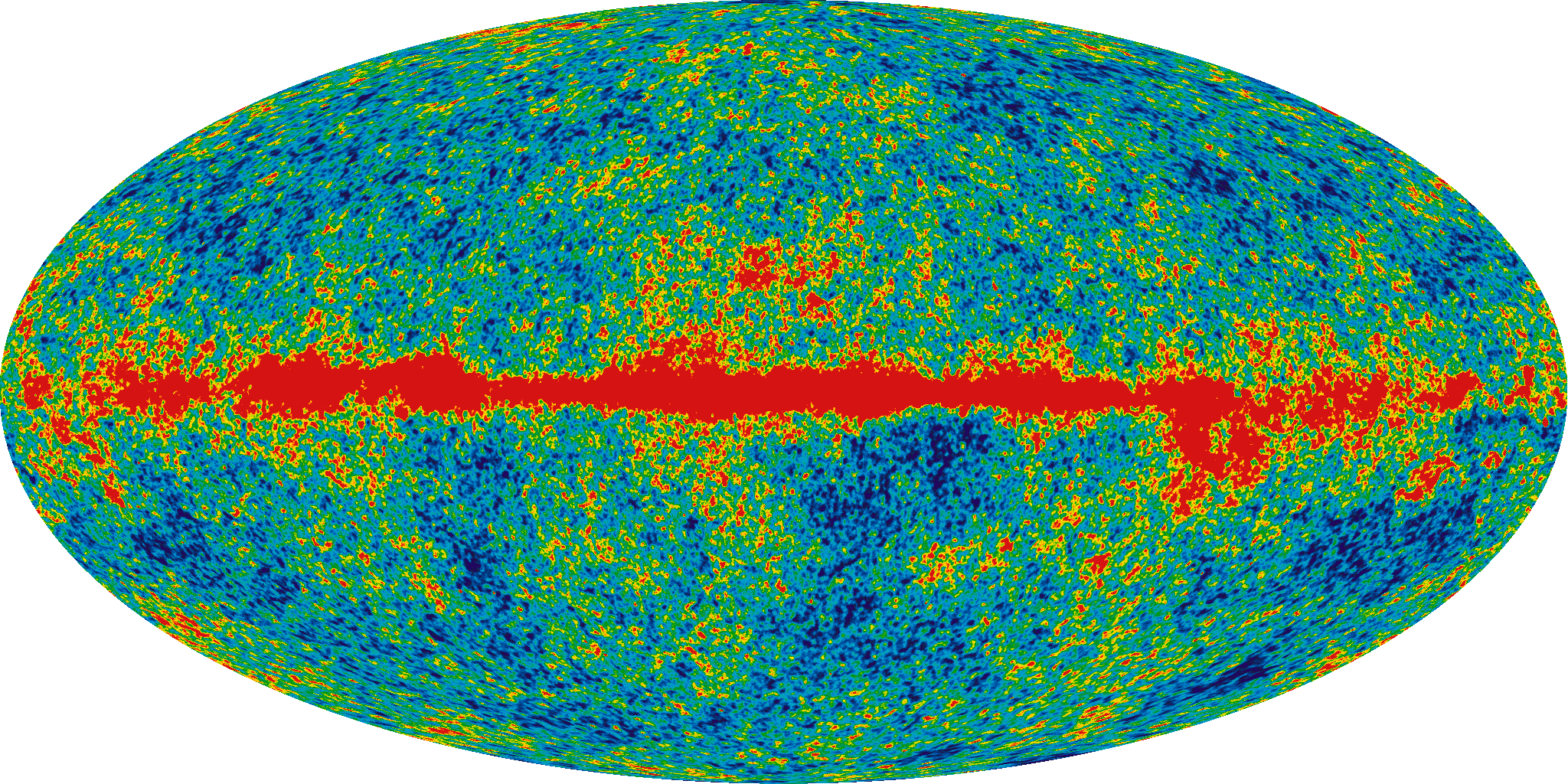
61 GHz
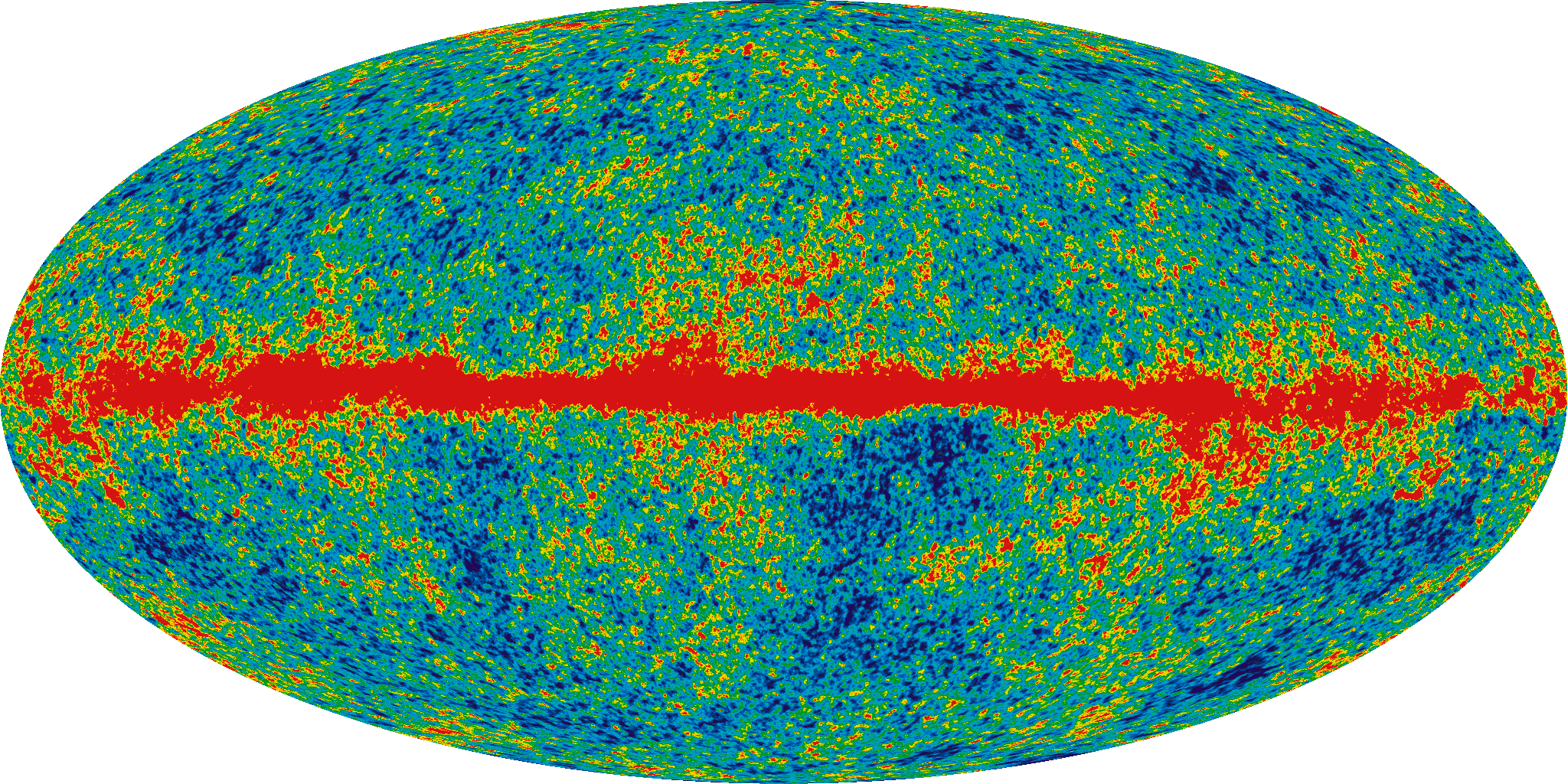
94 GHz

- Ouderdom Heelal

13,772 ± 0,059 miljard jaar
- Eerste sterren

200 miljoen jaar na Big Bang
- Waargenomen licht door WMAP

379.000 jaar na Big Bang
- Samenstelling heelal

4.628 ± 0,093% normale materie, 24,02 ± 0,88% donkere materie, 71,35 ± 0,95% donkere energie
- Hubbleconstante

bepaald op HO = 69,32 ± 0,80 km/s per Mpc
- Heelal is vlak, niet gekromd
- Steun voor inflatietheorie
- Uitdijing gaat eeuwig door, kritische dichtheid = 1

## Externe link

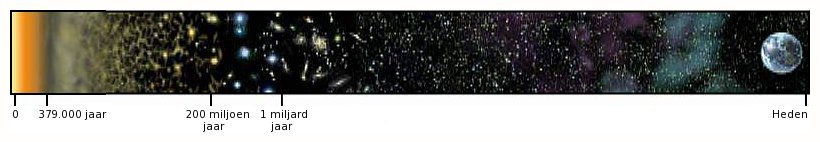
Tijdslijn met de geschiedenis van het heelal